# 心のアトリエ
『心のアトリエ』（こころのアトリエ）は、1981年12月5日にリリースされた岩崎良美の4作目のオリジナル・アルバム。発売元はキャニオンレコード。

## 概要
帯コピー：ふれて風のように…良美の感性
アルバムのタイトルは、本作品が少女の心象風景を描いたものであることに由来する。LPはハーフ・スピード・カッティングを採用した高音質レコードとなっており、特典として書き下ろしのクリスマスソングを収録したクリスタル・レコードが付属した。
「Hurry Up」「ごめんねDarling」のコーラスは、同曲の作詞・作曲を手掛けた尾崎亜美が担当した。「あの時…」の提供者はCharで、竹中尚人はその本名である。曲中ではコーラスで参加している。アルバムの最後に配された「あなたへの想いを胸に」は、岩崎自身が作詞を手掛けている。
本作は2004年1月にリリースされた『80-84 ぼくらのベスト 岩崎良美 CD-BOX』（2021年3月に再発売）及び、2010年2月にリリースされた『岩崎良美 debut 30th Anniversary CD-BOX』ではDISC-4に収録された。

## 収録曲

### LP／CT
| #         | タイトル             | 作詞      | 作曲      | 編曲      | 時間  |
| --------- | -------------------- | --------- | --------- | --------- | ----- |
| 1.        | 「Hurry Up」         | 尾崎亜美  | 尾崎亜美  | 鈴木茂    | 4:04  |
| 2.        | 「朝の手紙」         | 三浦徳子  | 大村雅朗  | 大村雅朗  | 4:15  |
| 3.        | 「愛は風の中に」     | 伊藤薫    | 伊藤薫    | 大村雅朗  | 4:05  |
| 4.        | 「ふれて風のように」 | 尾崎亜美  | 尾崎亜美  | 鈴木茂    | 4:08  |
| 5.        | 「あの時…」          | 竹中尚人  | 竹中尚人  | 佐藤準    | 4:30  |
| 合計時間: | 合計時間:            | 合計時間: | 合計時間: | 合計時間: | 21:02 |

| #         | タイトル                 | 作詞      | 作曲      | 編曲      | 時間  |
| --------- | ------------------------ | --------- | --------- | --------- | ----- |
| 1.        | 「唇にメモワール」       | 松井五郎  | 鈴木茂    | 鈴木茂    | 4:18  |
| 2.        | 「ラジオのように」       | 三浦徳子  | 大村雅朗  | 大村雅朗  | 3:53  |
| 3.        | 「ごめんねDarling」      | 尾崎亜美  | 尾崎亜美  | 鈴木茂    | 3:21  |
| 4.        | 「あの日のあなたに」     | 伊藤薫    | 伊藤薫    | 大村雅朗  | 3:10  |
| 5.        | 「銀色の星灯り」         | 伊藤薫    | 伊藤薫    | 井上鑑    | 4:32  |
| 6.        | 「あなたへの想いを胸に」 | 岩崎良美  | 大村雅朗  | 大村雅朗  | 1:55  |
| 合計時間: | 合計時間:                | 合計時間: | 合計時間: | 合計時間: | 21:09 |

### クリスタルレコード
| #         | タイトル            | 作詞      | 作曲      | 編曲      | 時間  |
| --------- | ------------------- | --------- | --------- | --------- | ----- |
| A.        | 「SINGIN' RINGIN'」 | 水谷啓二  | 佐藤準    | 佐藤準    | 4:52  |
| B.        | 「ガラスの聖夜」    | 伊藤薫    | 伊藤薫    | 大村雅朗  | 5:24  |
| 合計時間: | 合計時間:           | 合計時間: | 合計時間: | 合計時間: | 10:16 |

### CD-BOX DISC-4
| #         | タイトル                 | 作詞      | 作曲      | 編曲      | 時間  |
| --------- | ------------------------ | --------- | --------- | --------- | ----- |
| 1.        | 「Hurry Up」             | 尾崎亜美  | 尾崎亜美  | 鈴木茂    | 4:04  |
| 2.        | 「朝の手紙」             | 三浦徳子  | 大村雅朗  | 大村雅朗  | 4:15  |
| 3.        | 「愛は風の中に」         | 伊藤薫    | 伊藤薫    | 大村雅朗  | 4:05  |
| 4.        | 「ふれて風のように」     | 尾崎亜美  | 尾崎亜美  | 鈴木茂    | 4:08  |
| 5.        | 「あの時…」              | 竹中尚人  | 竹中尚人  | 佐藤準    | 4:30  |
| 6.        | 「唇にメモワール」       | 松井五郎  | 鈴木茂    | 鈴木茂    | 4:18  |
| 7.        | 「ラジオのように」       | 三浦徳子  | 大村雅朗  | 大村雅朗  | 3:53  |
| 8.        | 「ごめんねDarling」      | 尾崎亜美  | 尾崎亜美  | 鈴木茂    | 3:21  |
| 9.        | 「あの日のあなたに」     | 伊藤薫    | 伊藤薫    | 大村雅朗  | 3:10  |
| 10.       | 「銀色の星灯り」         | 伊藤薫    | 伊藤薫    | 井上鑑    | 4:32  |
| 11.       | 「あなたへの想いを胸に」 | 岩崎良美  | 大村雅朗  | 大村雅朗  | 1:55  |
| 12.       | 「SINGIN' RINGIN'」      | 水谷啓二  | 佐藤準    | 佐藤準    | 4:52  |
| 13.       | 「ガラスの聖夜」         | 伊藤薫    | 伊藤薫    | 大村雅朗  | 5:24  |
| 合計時間: | 合計時間:                | 合計時間: | 合計時間: | 合計時間: | 52:27 |

## 参加ミュージシャン
- LPのライナーノートより[3]

| Hurry Up - E. Guitar：鈴木茂 - F. Guitar：吉川忠英 - Keyboards：佐藤準 - Drums：渡嘉敷祐一 - Bass：岡沢茂 - Latin Percussion：浜口茂外也 - Chorus：尾崎亜美、岩崎良美 朝の手紙 - E. Guitar：松原正樹 - Keyboards：西本明 - Drums：青山純 - Bass：伊藤広規 - Latin Percussion：ペッカー 愛は風の中に - E. Guitar：松原正樹 - F. Guitar：笛吹利明 - Keyboards：西本明 - Bass：高水健司 - Drums：滝本季延 - Chorus：Buzz ふれて風のように - E. Guitar：鈴木茂 - F. Guitar：笛吹利明 - Keyboards：山田秀俊 - Drums：林立夫 - Bass：松下英二 - Latin Percussion：斉藤ノブ - Chorus：尾崎亜美 あの時… - Guitars：Char - Keyboards：佐藤準 - Drums：田中清 - Bass：岡沢茂 - Latin Percussion：ペッカー - Chorus：Char 唇にメモワール - E. Guitar：鈴木茂 - F. Guitar：吉川忠英 - Keyboards：美久月千晴、佐藤準 - Drums：渡嘉敷祐一 - Bass：岡沢茂 - Latin Percussion：浜口茂外也 ラジオのように - E. Guitar：松原正樹 - Keyboards：西本明 - Drums：青山純 - Bass：伊藤広規 - Latin Percussion：ペッカー | ごめんねDarling - E. Guitar：鈴木茂 - F. Guitar：笛吹利明 - Keyboards：佐藤準 - Drums：渡嘉敷祐一 - Bass：岡沢茂 - Latin Percussion：浜口茂外也 - Chorus：尾崎亜美、渡辺有三 あの日のあなたに - E. Guitar：松原正樹 - Keyboards：西本明、田代マキ - Drums：滝本季延 - Bass：高水健司 銀色の星灯り - E. Guitar：今剛 - F. Guitar：吉川忠英 - Keyboards：井上鑑 - Drums：林立夫 - Bass：高水健司 - Latin Percussion：浜口茂外也 - Chorus：伊藤薫、渡辺有三 あなたへの想いを胸に - E. Guitar：松原正樹、今剛 - F. Guitar：吉川忠英 - Keyboards：西本明、田代マキ - Drums：滝本季延 - Bass：長岡道夫 SINGIN' RINGIN - E. Guitar：鈴木茂、堀越信泰 - F. Guitar：吉川忠英 - Keyboards：佐藤準 - Drums：田中清 - Bass：岡沢茂 - Latin Percussion：ペッカー - Chorus：MISS TONE、Jackie、佐藤準、水谷啓二、渡辺有三 ガラスの聖夜 - E. Guitar：松原正樹 - F. Guitar：吉川忠英 - Keyboards：西本明、田代マキ - Drums：滝本季延 - Bass：長岡道夫 - Chorus：Buzz |

## 関連作品
- 岩崎良美 CD-BOX 80-87 ぼくらのベスト（2002年7月17日）
- 岩崎良美 CD-BOX 80-84 ぼくらのベスト2（2004年1月7日）-初の全曲CD化
- アイドル・クリスマス・ソングス[4]（2004年11月3日）-「SINGIN' RINGIN」収録
- アイドル・クリスマス[5]（2004年11月17日）-「ガラスの聖夜」収録
- 岩崎良美 debut 30th Anniversary CD-BOX（2010年2月17日）-HQCD・紙ジャケット仕様で復刻

## 参考資料
- オリコン『ALBUM CHART-BOOK COMPLETE EDITION 1970-2005』オリコン・マーケティング・プロモーション、2006年4月。ISBN 9784871310772。
- 岩崎良美『心のアトリエ』（ライナーノーツ）キャニオン・レコード、1981年12月5日。C28A0200。